# Iwajło Stefanow
Iwajło Stefanow (bułg. Ивайло Стефанов, ur. 19 lipca 1973) – bułgarski siatkarz grający na pozycji przyjmującego, były reprezentant Bułgarii. Po sezonie spędzonym w Jastrzębskim Węglu zawiesił karierę sportową, którą ponownie wznowił w 2009 roku.
Obecnie występuje w bułgarskiej NWL Superlidze, w drużynie CSKA Sofia jako grający II trener.

## Kariera klubowa
- 1987–1996  Lewski Sofia
- 1994–1995  Olympikus/Telesp
- 1997–1998  Donaukraft Wiedeń
- 1998–2003  Arçelik Stambuł
- 2003–2005  Halkbank Ankara
- 2005–2006  Jastrzębski Węgiel
- 2009–2023 CSKA Sofia

## Sukcesy
- 1991 –  mistrzostwo świata juniorów
- 1992 –  mistrzostwo Bułgarii z Lewski Sofia
- 1989 –  Puchar Bułgarii z Lewski Sofia
- 1997 –  Puchar Austrii z Donaukraft Wiedeń
- 1997 –  mistrzostwo Austrii z Donaukraft Wiedeń
- 1999 –  wicemistrzostwo Turcji z Arçelik Stambuł
- 2000, 2001  – Puchar Turcji z Arçelik Stambuł
- 2000, 2001, 2003  – mistrzostwo Turcji z Arçelik Stambuł
- 2002 –  brązowy medal mistrzostw Turcji z Arçelik Stambuł
- 2005 –  wicemistrzostwo Turcji z Halkbankiem Ankara
- 2006 –  wicemistrzostwo Polski z Jastrzębskim Węglem
- 2010 –  mistrzostwo Bułgarii z CSKA Sofia
- 2010, 2011  – Puchar Bułgarii z CSKA Sofia
- 2011 – półfinał Pucharu CEV z CSKA Sofia
- 2012 –  brązowy medal mistrzostw Bułgarii z CSKA Sofia